# 中天新聞台
中天新聞台（英語：CTI News Channel ），是台灣旺旺中時媒體集團旗下中天電視的網路新聞頻道，於1994年9月1日開播，前身為傳訊電視中天頻道；2020年12月12日因未能续中華民國國家通訊傳播委員會执照轉型為網路電視，移往YouTube以及境內OTT服务上直播。

## 簡史

### 有線電視
中天新聞台的前身為「傳訊電視」中天頻道。1994年于品海創辦傳訊電視，傳訊電視總部設在香港柴灣。10月，于品海宣布將推出兩個華語資訊頻道，其中一個為CTN中天頻道（即為今日的中天新聞台）。同年11月初，CTN自製的專題新聞節目「全台聯線──省長選情報導」開始在台澎地區各大有線電視投放播出。11月25日，號稱是全球第一家採用視像全數碼電視製作、全電腦自動化的中天頻道開始試播，呼號「傳訊電視CTN」，首次試播共持續了八個小時。
1995年1月17日，日本發生阪神大地震，由於當時為東亞的凌晨，老三台均無快速反應，CTN搶得頭籌，24小時跟進報道震災消息，獲得知名度。同年4月，時任中華民國總統李登輝出訪中東，CTN推出全天候直播的特別節目，其中長達兩小時十五分鐘的記者會更是全程轉播，創下台灣電視史上的轉播紀錄。6月12日，CTN開始在台北設新聞主播台。1996年4月不堪虧損，于品海將經營權賣給和信企業團少東辜啟允。
2000年底和信企業團將傳訊電視經營權賣給象山集團總裁江道生。2001年1月4日，因傳訊電視與中視衛星合併，改為勁道數位電視經營。2002年6月象山集團無力經營，改由中國時報集團入主，並更名為「中天電視股份有限公司」。2005年定頻在台灣有線電視第52頻道（原為第41頻道）。2009年，由旺旺集團入主，成為旺旺中時媒體集團旗下的頻道，2019年間，因涉及多起爭議報導並被抵制。2020年10月起，新聞播報開始啟用3D虛擬棚搖控螢幕遙控器。

### 中天新聞台不獲續牌事件
2020年11月18日，國家通訊傳播委員會（NCC）认为中天新聞台有多次違規、內控機制失靈，以及持有人蔡衍明嚴重介入新聞製作等問題，7位委員一致決定駁回換發執照申請、不予換照。
NCC主委陳耀祥在記者會表示，中天新聞台早於2014年時因違規紀錄多，有條件換照。儘管2014年到2017年間中天沒有任何裁處紀錄，但在2018年評鑑後，中天新聞台便累積大量違規。
2020年12月12日，中天新聞台停播，成為台灣自2006年（NCC成立）後罕见的電視新聞台不獲續牌被迫停播事件。
中天電視對此提起訴訟，2023年5月10日，臺北高等行政法院宣判一審結果，中天電視勝訴，撤銷NCC不予換照之處分並發回更審，換照申請應否許可，尚待NCC重為審議，全案可上訴。NCC表示將再提上訴。

#### 对NCC不予续照决定的反对意见
在中華民國国家通讯传播委员会公布不予中天新闻台換照的决议后，中天新闻发布声明谴责，表示这是蔡英文政府的“政治判决”，也是台灣解嚴後30多年来新闻与言论自由“最黑暗的一天”。據媒體《联合报》在官网发起的民意调查显示，在參與投票的3.3万余名网友中，有超过78%的网友表示“不赞同，感觉有政治力介入”，有20%选择“赞同，累计多项违规记录，早该下架”。前中華民國总统马英九在社交媒体发文批判執政的民进党“为了巩固政权无所不用其极”，通过“转型正义”、“国家安全”、“守护民主”等理由“不断限缩台湾的言论自由”；“如今连关闭电视新闻台这种极权国家才有的丑事也做得出来，蔡英文政府创下中华民国新闻史上最黑暗的一天”。国民党籍立法委員郑丽文認為蔡英文政府“拔掉了中天这颗眼中钉”、“全面执政的民进党，吃相非常难看！”。
11月19日，媒體《中國時報》列出14名聲援中天的台灣政治人物，包括前中華民國總統陳水扁和馬英九、台北市市長柯文哲以及前台南縣縣長蘇煥智等人。11月21日，有台灣民眾因NCC的決議前往自由廣場遊行，發起標語為「新聞已死─NCC殺了新聞自由」的抗爭表達對政府的不滿。據台灣民意基金會調查台灣民眾對中天新聞台關台的想法，在11月24日所公佈、有效樣本1070人的調查結果中，受訪的民眾有5成5不樂見中天被撤照，樂見者有2成8；非中華民國直轄市的16縣市中，有6成4受訪者不樂見中天關台。
同年12月2日晚間，一名七旬男性民眾前往中天電視大樓前方自焚以抗議關閉中天電視台，表達「反對打壓新聞自由」之訴求，前高雄市長韓國瑜對此表示：“人民血淚聲音，你聽見了嗎？”。 12月11日，國民黨主席江啟臣及前總統馬英九召開國際記者會聲援中天電視台。由於中天新聞台12日午夜0時起下架，當日凌晨約有9000多人在中天電視YouTube頻道的新聞直播參與關台倒數、表達支持中天；後中天新聞台移往YouTube上直播。

### 網路電視
2020年11月18日，國家通訊傳播委員會（NCC）召開第938次委員會議，7位委員綜合多方意見與資料，對中天換照進行實質審查，做出不予換照決議，原有線電視52頻道於2020年12月12日零時停播後，該台同時轉型成為網路電視，並轉移至YouTube及境內OTT服务以直播方式播映。转型网络电视之后，不到两天「中天電視」YouTube频道订阅數已超过200万（截止2023年5月11日有310萬），而「中天新聞」YouTube頻道訂閱數則為197萬（截止2022年10月13日已升至200萬）。另外，成为网络电视频道之后，主播除了加强与观众的互动之外，不时“放飞自我”，例如有主播边吃汉堡边播报新闻等等。
2022年10月12日，中天新聞Youtube頻道訂閱突破200萬。

## 現任中天新聞台新聞部人員

### 管理層
| 梁天俠 | 中天電視董事長兼總經理 |
| 謝建文 | 新聞部副總監           |
| 薄征宇 | 新聞編審               |

## 現任主播群

### 專職主播
| 麥玉潔 | 張雅婷 | 鄭亦真 | 簡至豪 |
| 洪淑芬 | 張若妤 | 李珮瑄 | 林嘉源 |
| 何橞瑢 | 林佩潔 | 孫怡琳 | 劉又嘉 |
|        |        |        |        |

### 全球現場特報主播
| 蘇貞蓉 | 孫怡琳 | 劉又嘉 |  |

### 兼職主播
| 張卉林 | 賴正鎧 | 蘇貞蓉 | 林宸佑 |
| 畢倩涵 |        |        |        |

### 氣象主播
| 戴立綱 | 麥玉潔 | 張卉林 | 畢倩涵 |

## 主持人
| 主持人        | 節目名稱         |
| ------------- | ---------------- |
| 林嘉源        | 《國際直球對決》 |
| 周玉琴        | 《頭條開講》     |
| 馬千惠 李珮瑄 | 《大新聞大爆卦》 |
| 鄭亦真        | 《前進戰略高地》 |
| 麥玉潔        | 《全球大視野》   |

## 前主播、主持人
| 前主播、主持人 | 前主播、主持人                                                                            |
| -------------- | ----------------------------------------------------------------------------------------- |
| 張駿瑩         |                                                                                           |
| 龔永寧         |                                                                                           |
| 戴忠仁         | 現任人間衛視主持人                                                                        |
| 蕭子新         |                                                                                           |
| 黃鵬仁         |                                                                                           |
| 李御榮         | 目前任職於中國信託文教基金會                                                              |
| 李猶龍         |                                                                                           |
| 文維廉         |                                                                                           |
| 林啟元         | 現任新加坡新傳媒8頻道晚間新聞主播                                                         |
| 姚崑崙         | 現任LV旗艦店經理                                                                          |
| 張心宇         | 現任壹電視新聞台主播、氣象主播                                                            |
| 史哲維         |                                                                                           |
| 劉傑中         | 現任公視新聞《公視英語新聞》主播、Taiwan Plus英語主播                                     |
| 王介士         |                                                                                           |
| 簡福疆         | 現任鳳凰衛視主播                                                                          |
| 胡志成         |                                                                                           |
| 李富城         |                                                                                           |
| 邱秀珍         | 現任華聚產業共同標準推動基金會副執行長、中華數位內容協會執行長                            |
| 葉樹姍         | 現任大愛電視總監                                                                          |
| 林書煒         | 現任三立都會台《婆媳當家》主持人、POP Radio台長                                           |
| 方念華         | 現任TVBS《Focus全球新聞》主播、《TVBS看板人物》主持人、TVBS新聞台新聞部製作人             |
| 李晶玉         | 現任網路節目《政經關不了》主持人                                                          |
| 汪用和         |                                                                                           |
| 蘇莉婷         |                                                                                           |
| 竹幼婷         |                                                                                           |
| 張雅琴         | 現任年代新聞台《1800年代晚報》當家主播、《雅琴看世界》主持人、製作人                      |
| 陳海茵         | 現任欣傳媒《海派欣玩家》主持人                                                            |
| 叢慧芸         | 現任壹電視新聞台《前進壹晚報》主播、主播組副組長、《主播凹鬥中》主持人兼任製作人          |
| 周幼群         |                                                                                           |
| 蕭裔芬         |                                                                                           |
| 李偵禎         | 現任民視新聞台《民視晚間新聞》當家主播、《台灣演義》主持人兼製作人                        |
| 蔡沁瑜         | 現任永齡慈善教育基金會副執行長                                                            |
| 張瑞玲         |                                                                                           |
| 秦綾謙         | 現任TVBS新聞台主播                                                                        |
| 魏華萱         |                                                                                           |
| 張耀尹         |                                                                                           |
| 陳若華         |                                                                                           |
| 陳靜蘭         |                                                                                           |
| 吳中純         | 現任寶康生技總經理                                                                        |
| 王欣儀         | 現任臺北市議員                                                                            |
| 陳美娟         |                                                                                           |
| 黃依藍         |                                                                                           |
| 李玉雁         | 現任澳亞衛視台長助理                                                                      |
| 婁純瓏         |                                                                                           |
| 洪雅芳         |                                                                                           |
| 莫乃倩         |                                                                                           |
| 楊璦如         |                                                                                           |
| 夏嘉璐         | 現任TVBS新聞台《晚間67點新聞》當家主播                                                    |
| 廖芳潔         | 現任鏡電視新聞台《鏡新聞調查報告》當家主持人兼任製作人、鏡電視勞工董事兼任發言人          |
| 黃倩萍         | 現任三立iNEWS《iNEWS財經早報》主播、《醫點不誇張》主持人                                  |
| 王偊菁         | 現任三立新聞台《前進新台灣》主持人                                                        |
| 李文儀         | 現任三立新聞台《台灣大頭條》當家主播、《消失的國界》主持人、三立iNEWS《台灣新思路》主持人 |
| 哈遠儀         | 現任中視主頻、中視新聞台《中視新聞全球報導》當家主播、《庶民大頭家》主持人                |
| 曾以晴         |                                                                                           |
| 楊偌梅         |                                                                                           |
| 吳依潔         |                                                                                           |
| 李亞蒨         |                                                                                           |
| 尤麗斐         |                                                                                           |
| 任以芳         |                                                                                           |
| 范欣餘         |                                                                                           |
| 林筱凡         |                                                                                           |
| 劉筱祺         |                                                                                           |
| 黃珮雯         |                                                                                           |
| 黃佩珊         |                                                                                           |
| 盧申芳         |                                                                                           |
| 邱聖雯         |                                                                                           |
| 劉涵竹         |                                                                                           |
| 蕭湘怡         |                                                                                           |
| 黃逸卿         | 現任茶飲品牌總監                                                                          |
| 陳姿利         | 現任三立iNEWS主播、氣象主播、《智富食代》主持人                                           |
| 周怡德         |                                                                                           |
| 敖國珠         |                                                                                           |
| 鄒倩琳         |                                                                                           |
| 潘照文         | 現任鏡電視新聞台《鏡電視午間新聞》主播、氣象主播、《少年新聞週記》主持人                  |
| 王月芳         | 現任鏡電視新聞台主播、氣象主播                                                            |
| 周瑜茹         | 現任鏡電視新聞台《早安進行式》主播、氣象主播                                              |
| 黃怡文         |                                                                                           |
| 平秀琳         | 現任POP Radio 《POP大國民》主持人、網路節目《全民平評理》《大大平評理》主持人、           |
| 郭安妮         |                                                                                           |
| 彭馨儀         | 現任大愛新聞國際中心記者                                                                  |
| 林容安         | 現任三立新聞台主播、《金曲星舞台》主持人                                                  |
| 陳文茜         | 現任TVBS《TVBS文茜的世界周報》主持人                                                      |
| 王乃伃         | 現任壹電視新聞台主播、《狠狠抖內幕》主持人                                                |
| 陳文越         | 現任天下雜誌主持人                                                                        |
| 陳諺瑩         | 現任TVBS《新聞大白話》主持人                                                              |
| 許甫           | 現任台灣民眾黨副秘書長                                                                    |
| 吳怡萱         | 現任台灣民眾黨新聞部主任                                                                  |
| 譚若誼         |                                                                                           |
| 丹申廣         |                                                                                           |
| 李家妤         | 現任壹電視新聞台主播、氣象主播                                                            |
| 劉盈秀         |                                                                                           |
| 張介凡         |                                                                                           |
| 盧秀芳         | 轉任同集團中國電視公司董事長兼總經理                                                      |
| 蔡秉宏         | 現任TVBS新聞台記者                                                                        |
| 黃順陽         |                                                                                           |

## 爭議事件

### 2012年—2015年
2012年6月30日，中天新聞台遭建國中學學生投訴在一則建中瑪丹娜新聞中，刻意扭曲並醜化女教師，事後證實中天新聞遭揭發未經學生同意取用原拍攝者影片，學生們也澄清這位女教師的教學風格並無任何不妥當之處。
2012年，國立陽明大學碩士生林庭安邀請麻省理工學院學者喬姆斯基舉著印有「反媒體壟斷運動 Anti-Media Monopoly 拒絕中國黑手 捍衛新聞自由 我在MIT守護台灣」的自製紙牌聲援臺灣的反媒體壟斷運動，但由於他不懂中文而引來旺中集團媒體與中方學者質疑。林庭安則出示電郵紀錄，表明在事前已電子郵件逐字翻譯，並說明反親中媒體壟斷之立場，現場也逐字逐句翻譯給喬姆斯基，他本人亦表示不認為受誤導。身為受批判當事人的中天新聞特地派出身中國大陸的臧國華赴波士頓訪問喬姆斯基，卻於2013年2月2日由張雅婷播報的新聞中刻意漏翻"I'm against media monopoly and I'm in favor of free press."（我反對媒體壟斷且我支持新聞自由）等關鍵字句，亦未打出字幕，扭曲其部分發言語意，被網友挑出錯誤，被批評是「獨家示範『雞同鴨講』」。國家通訊傳播委員會於該報導兩日內收到200多封以上的民眾投訴檢舉，NCC並請中天主管到會說明。中天於4日發布聲明致歉並表示將進行檢討改進。
2013年4月8日，前英國首相柴契爾夫人逝世，中天插播逝世消息時，新聞畫面卻誤植成英國女王伊麗莎白二世。
2014年太陽花學運期間，有學生及民眾在中天及TVBS的SNG採訪車上貼滿了便利貼表達抗議，唯因為中天的SNG車上沒有公司標誌，因此紙條較少，但也有支持學運者不贊同這樣的作法而主動協助清理。這樣的情況在之後學運期間時有所聞，甚至有人直接在SNG車用口香糖黏上黑筆，方便人留話，對此中天表示要求將警員採集口香糖上的DNA揪兇。
2014年3月23日，太陽花學運發生佔領行政院，警方出動鎮暴警察強制驅離造成多人受傷，一名化名「安德魯」的中天記者在臉書上說他一點都不辛苦，因為自己「補了兩腳！」。經過網友人肉搜尋，確定為中天投訴中心的李爵安，因而引發爭議，事後該名記者在臉書道歉。
2014年4月9日，太陽花學運即將邁入尾聲，自由台灣陣線與民主黑潮學生聯盟舉辦「散步中天，路過正元」掃街活動，「散步」前往台北市內湖，包圍中天電視台所在的時報廣場大樓，抗議中天新聞已成為老闆的傳聲筒，許多報導都是不實、抹黑。而中天除了架設喇叭用歌曲回擊外，也在大樓外掛上「拒絕黑色恐怖」、「捍衛新聞自由」紅布條反擊。
2014年4月4日，主持人戴立綱與來賓彭華幹的言行舉止引起其他女性不滿，之後有一些網友向國家通訊傳播委員會意見信箱投訴該案，兩日後中天新聞台發表聲明澄清，一度否決事實，再隔一天，許多婦女基金會前來抗議，到了晚上，一度堅決不認錯的中天新聞台態度軟化，主持人與來賓兩人對於此爭議三度鞠躬、公開致歉。於2014年4月16日，NCC作出決議，對中天新聞台核處新台幣50萬元罰款。接獲決議消息後，中天新聞台發出聲明，除再次致歉外，也表示已對節目製作人張琬玲、節目主持人戴立綱各記大過一支，並停止來賓彭華幹的通告。
鴻海董事長郭台銘於太陽花學運4月5日有意前往立法院和學生對談，但因林飛帆表示沒有安排而作罷。過程中被現場民眾錄影壹電視記者與中天記者疑似設局，要給學生顏色難看。影片曝光後，中天表示是扭曲真相，要提告該民眾。
2014年9月30日，中天新聞台播出香港佔中事件，以「占中入夜不退 守夜迎接陸十一國慶」為標題，引發網友熱議，並寫信向國家通訊傳播委員會檢舉，主張中天新聞播報香港佔中一事給予錯誤資訊，誤導觀眾，國家通訊傳播委員也對實際報導內容進行了解。
2015年2月，中天新聞台被指未經原作者同意盜用復航墜河影片，中天新聞在影片下留言：「您好 我們是中天新聞 感謝您 我們將下載您所拍攝的影片使用於新聞中 感謝您的提供 我們將註明 是您拍攝的 謝謝」引來網友不滿。後來中天新聞表示不會使用該影片，但仍有網友在新聞節目中看到影片截圖。

### 2016年—2020年
2018年5月20日，中天新聞的節目「看見新中國」，主持人背後的螢幕背板，錯誤地引用了一張五星紅旗的中國地圖，其中居然將台灣「誤植」中華人民共和國版圖當中，將台灣視為對岸領土的一部分，此舉也遭民眾向國家通訊傳播委員會（NCC）檢舉不符合政治現狀，中天有預設「親中」立場。NCC在同年9月發函請中天召開「內部自律與倫理委員會」討論，並要求將會議記錄公開供外界檢視。NCC當時也表示會將此案做為未來中天評鑑及換照參考。
2018年12月，《鏡周刊》報導傅崐萁在擔任花蓮縣縣長任內共發包25個縣府媒體採購案，而採購案得標者皆為花蓮在地媒體記者，每名承包標案的記者可獲得台幣14萬元至46萬餘元不等的酬勞；得標記者的工作為產製有關時任縣長傅崐萁施政舉措的文字和影音報導並提供縣府。此案引起台灣社會高度關注，諸多平面和電子媒體的員工涉及此案，其中中天新聞表示對於全案正在調查了解，後續將依相關規定處理。
2019年3月13日，中天新聞製播一則將石虎、黑熊與貓熊對比之新聞，稱前二者兇猛且具攻擊性，貓熊相較之下可愛亦無攻擊性，並表示「貓熊的可愛程度可是超出一大截」，引起網友爭議。有網友發現，中天新聞於2011年5月3日製播的《肉食天性難改？大熊貓（台灣稱貓熊）咬死孔雀》報導中，曾引用《中國時報》的《肉食天性難改？大貓熊捕殺孔雀》報導內容，有網友因此對中天新聞的報導表達「自打嘴巴」、「穿越時空打臉嗎？」等評論。
2019年3月29日，NCC針對中天新聞台的《異相？！三市長合體 天空出現「鳳凰展翅」雲朵》等二新聞，認定違反事實查證原則，罰款新台幣100萬元；另對中天遭檢舉大量報導時任高雄市市長韓國瑜相關新聞，祭出五項改正措施，必要時將命其撤換新聞部主管。NCC委員會決議認為，中天新聞未落實新聞內控和自律機制，違反《衛星廣播電視法》第43條第2項規定，有損害訂戶或視聽眾權益。中天當日下午發表五點聲明表示，對NCC「認事用法實無法認同」，將尋求行政救濟途徑維護合法權益。2021年中天抗告成功，台北高等行政法院審理發現，此案的外部諮詢會議共有16名委員出席，其中9人建議「發函改進」，3人建議「不予處理」，合計有12人認定未達違法需裁罰。NCC審議時未就諮詢會議的建議進行討論，也未說明不採多數委員意見的理由，僅擷取另4名委員意見，決議認定中天違法。北高行認為一審未釐清此部分，未盡職權調查義務，判決發回更審。
2019年4月22日，中天播報公視《我們與惡的距離》完結篇新聞專題，被網友發現中天使用盜版片源，上頭字幕是簡體字，而右下角浮水印是賭場推銷訊息，中天再自行壓上「翻攝公共電視」。對於此事公視則回應：「針對同業使用盜版畫面作為新聞素材，公視已立即通知請其下架，並再重申《我們與惡的距離》網路上盜版猖獗，呼籲觀眾及媒體同業不論觀看或是散佈，都屬盜版行為。公視已循法律途徑解決，懇請以行動支持正版、支持台劇。」
2019年6月18日，時代力量籍立法委員黃國昌發函NCC，要求廢止中天新聞執照。黃國昌受訪表示，「對於蔡衍明掌控的旺中媒體，我的目標很明確，就是讓它在台灣消失」。黃提及2014年中天新聞申請換發執照時，他與其他學者呼籲NCC駁回換照申請。後來NCC「換照審查委員會」出席的11名委員中，有6位評定中天「不合格」，最終NCC附加四項中天電視必須履行的附款，包括改善「倫理委員會」、貫徹「獨立審查人」等要求後，核准中天電視的換照申請。至2019年3月，NCC發現中天新聞仍未履行相關附款，命中天電視「限期改正」。黃國昌對此認為中天新聞未履行附款，NCC依《行政程序法》規定已有權廢止中天電視當時獲得的換照許可。
2019年6月23日，於凱達格蘭大道舉行的「拒絕紅色媒體、守護臺灣民主」遊行又稱623凱道集結。活動由成吉思汗健身俱樂部「館長」陳之漢、及時代力量立法委員黃國昌號召，並有數萬名民眾參與示威遊行。遊行的目的是反對中國共產黨、拒絕“親中媒體”（又被稱作「紅色媒體」）滲透、守護臺灣的民主與自由，同時聲援香港反對《逃犯條例》修訂草案的運動。遊行還呼籲NCC強力執法，也要求立法院亦應盡速完成相關法案的修法。這場集會遊行亦引起中華民國總統蔡英文的關注。其中，由蔡衍明掌控的旺旺中時媒體集團、及其旗下的《中國時報》報系、中視與中天電視，被認為是親中媒體。早在2012年，臺灣便爆發反媒體壟斷運動。時代力量立法委員黃國昌則認為，中華人民共和國政府透過旺旺中時媒體集團影響臺灣人民，並且破壞臺灣的民主。
2019年7月15日，時任民進黨秘書長羅文嘉稱中天電視台拿了北京錢，「基本上是個紅媒」。旺中集團為此控告羅文嘉。2021年5月10日，檢方為以2018年之前十多年旺中財報記錄有拿中國補助款合計152億多元，另曾收取廣告費500多萬美元及租金上百萬人民幣，不起訴羅文嘉。
2019年7月16日，金融時報報道國台辦對包括中天電視在內旺中集團媒體編輯部門下達編採指示。旺中集團為此控告《金融時報》、翻譯引述報導的《中央社》。2021年初，遞狀撤告。
2020年2月12日，國家通訊傳播委員會以中天新聞台在2019年新聞中，播出「卡救命錢養蚊滅韓」及「蔡救印越登革熱年逾8百萬，韓嘆高雄人命不值錢？」兩則新聞未經查證陳述事實為由對其開罰新台幣160萬。3月28日，中天播報「新冠肺炎衝擊封台倒數6天」，中天新聞回應表示為將關鍵倒數6天誤植
從2019年至2020年，中天新聞台因節目內容不當，遭國家通訊傳播委員會開罰，罰鍰累積約達新台幣千萬元，居台灣的新聞台之冠。

### 2021年—
2021年6月27日，高端疫苗生物製劑股份有限公司發布公告，針對中天網路新聞25日擷取CNN報導畫面，並稱「CNN記者可以不用穿防護衣就進到生產線」一事澄清。高端表示，CNN記者並未進入GMP疫苗生產級區內，且採自動化預充填針劑充填設備、封裝非手工；要求中天網路新聞立刻更正，並下架該不實報導。中天新聞發布聲明表示：第一，若高端並非人工裝盒，應該去要求CNN更正報導；第二，如果CNN用2年前畫面導致全世界誤解高端檢驗人員沒戴口罩，高端也應該要求CNN更正；第三，至於高端安排CNN記者入廠採訪竟未要求記者穿防護衣是否恰當，可受公評。若高端對中天報導有不實指控和汙蔑，中天保留法律追訴權。
2019年3月28日，中天新聞於「大政治大爆卦」節目由來賓謝寒冰批評陳吉仲「真的是有史以來最不適任的農委會主委」、「非常無恥」、「到處被打臉」，遭NCC認為來賓謾罵行政機關首長，且節目未經查證，以不完整的偏頗資訊誤導民眾，影響市場交易與價格，裁罰60萬元。
同年6月，中天再以標題「驚！登革熱疫區拉警報噴藥惡夢居民心驚」，指韓國瑜向中央喊話補助防治登革熱經費，行政院裝傻，把高雄市登革熱疫情當成打韓的政治籌碼，NCC裁罰60萬元。
結果，中天電視不服裁罰，提行政訴訟，認為公司已盡查證義務，未損害公共利益，並認爲NCC委員會會議未依法決議，裁罰160萬元處分均不合法。後台北高等行政法院認為NCC處分有誤，撤銷160萬元的裁罰處分，判中天勝訴。 2023年5月10日，台北高等行政法院宣布撤銷NCC對中天新聞台不予換照處分，並發回重審。 對原告中天新聞主張的准予換照及79億元國賠之請求，判決稱，仍待被告NCC依本判決之法律見解重為審議后適法決定，而國賠請求與換照應否許可相關，亦須待被告重審之結果另行審議。被告NCC表示將就法院判決提出上訴。
2022年9月1日，聯電創辦人曹興誠在國際記者會上被中天記者林宸佑提問，但沒有回答問題，而是抨擊中天電視「匪台」、「比小孩看污穢漫畫還要糟糕，要嚴厲禁止」。為此，中天新聞發出456字聲明，指控曹興誠惡意誹謗、造謠，將採取法律途徑維護公司全體新聞工作者的聲譽。9月5日，中天電視董事長廖麗生與林宸佑一同前往台北地檢署按鈴，控告曹興誠妨害名譽，索赔新台幣5億元，用于成立基金襄助全台各學校重建台灣日漸衰敗的「禮義廉恥」、「尊重民主」價值。其后曹興誠釋出聲明，批評中天誣告，將會反告，向中天求償50億，用來捐給國庫加強國防，同時呼籲司法單位拒絕受理中天的提告。
2023年8月24日，立法委員賴品妤出席醫學會活動時被追問到「父親賴勁麟大賺綠能財，與本身反服貿有雙標之嫌」的相關問題時，無法回答記者提問並試圖逃竄，結果因胡亂自摔並打翻咖啡。她隨即指控有人「推擠、騷擾她」，隨後亦在社交平台指控中天新聞記者林宸佑推擠和騷擾她，但現場影片所見，當時沒人碰到賴品妤。其所屬民進黨亦隨即發文挺賴，認為「（記者騷擾）已是慣犯，這樣的行為已造成當事人的人身安全疑慮，民進黨深表遺憾。」而中天新聞隨即發聲明駁斥並提供影片（慢動作回放），證明記者和賴品妤並沒有不當肢體接觸，要求民進黨向中天記者道歉。中天新聞亦重申，賴品妤身為立委及雲豹小公主雙重身份，理應面對公共議題的檢視和第四權的監督，但賴品妤試圖逃避第四權的監督自摔抹黑成採訪暴力。

### 海外

##### BBC[93]
1. 報導態度偏頗：
  - 中天新聞被批評在報導涉及中國大陸的事件時，常常持有較為正面的語氣，而對台灣政府或與中國有衝突的主題則表現出較多的批評。這讓部分觀眾認為中天在媒體報導上對中國有明顯的偏愛。[94]
2. 對台灣政治的影響：
  - 在台灣的選舉期間，中天新聞被指控在報導候選人及其政策時偏向於親中政黨（如中國國民黨），而對台灣民進黨等執政黨的報導質疑和批評較多，這使得人們懷疑中天新聞是否在影響選舉結果。
3. 香港報導的爭議：
  - 在香港的反送中運動期間，中天的報導方式也引起爭議。部分觀眾認為中天的報導未能客觀地呈現香港示威者的訴求，且過於支持中國政府的立場，這進一步加深了對其親中立場的指責。[95]
4. 社交媒體反應：
  - 在社交媒體上，許多網友對中天新聞的一些報導表達了強烈的不滿，並質疑其報導的客觀性和公正性。他們認為中天的親中立場會嚴重影響台灣的民主環境和言論自由。
5. 公眾信任度下降：
  - 由於持續的親中爭議，部分中天新聞台灣持分者及其觀眾對中天新聞的信任度下降，使得中天面臨觀眾流失的風險，也導致了更多人對台灣媒體多元性的呼籲。[96]

## 外部連結
- 中天新聞 （页面存档备份，存于）（繁體中文）
- 中天新聞網 APP(Android)  （页面存档备份，存于）
- 中天新聞網 APP(ios) （页面存档备份，存于）
- 中天新聞台節目表 （页面存档备份，存于）
- 中天新聞的Facebook專頁（繁體中文）
- 中天新聞的Instagram帳戶（繁體中文）
- YouTube上的中天新聞頻道（繁體中文）
- YouTube上的中天2台(中天+)頻道 （页面存档备份，存于）（繁體中文）
- YouTube上的中天2台24小時LIVE直播（繁體中文）